# Operatie Desert Fox
Operatie Desert Fox was een grootschalige aanval met kruisvluchtwapens die van 16 tot en met 19 december 1998 werd uitgevoerd door de Verenigde Staten en het Verenigd Koninkrijk in Irak.
De aanvallen kwamen een uur nadat het hoofd van de wapeninspectie van de Verenigde Naties in de vergadering van de Veiligheidsraad had meegedeeld dat het Iraakse regime wapeninspecties systematisch tegenwerkte. Het doel van de acties was om Iraks vermeende wapenprogramma te saboteren.

## Aanloop
Sinds februari 1998 werd er al rekening gehouden met de mogelijkheid van bombardementen. De Verenigde Staten en het Verenigd Koninkrijk kregen veel kritiek te verwerken, toen duidelijk werd dat deze hoogstwaarschijnlijk ook plaats zouden vinden.
Op 31 oktober 1998 had de Amerikaanse president Bill Clinton de Iraq Liberation Act ondertekend. Deze nieuwe wet stond het toe om Iraakse oppositiegroepen van fondsen te voorzien in hun pogingen Saddam Hoessein te verwijderen van zijn post en een democratisch regime aan de macht te helpen. Saoedi-Arabië, Bahrein en de Verenigde Arabische Emiraten stonden de geallieerden niet toe om Amerikaanse bases in hun landen te gebruiken.

## Militaire operatie
Irak werd zowel met bommen uit vliegtuigen als met kruisvluchtwapens afkomstig van marinevaartuigen gebombardeerd. De belangrijkste doelen waren wapenontwikkelingsfabrieken en installaties, luchtverdedigingssystemen, wapen- en voorraaddepots en de kazernes en het hoofdkwartier van de Republikeinse Garde, de elitetroepen van Hoessein. Ook werd een van zijn paleizen gebombardeerd. Het Iraakse luchtafweergeschut reikte niet hoog genoeg om de Amerikaanse en Britse vliegtuigen te raken.
Amerikaanse speciale eenheden waren op de grond in Noord-Irak aanwezig om te voorkomen dat Hoessein wraakacties zou ondernemen op de Koerdische bevolking. Aan het einde van het bombardement trokken zij zich terug.

## Kritiek
In reactie op de aanvallen stelden drie van de vijf leden van de Veiligheidsraad, namelijk Rusland, Frankrijk en China voor om de al acht jaar durende olieboycot op te heffen, UNSCOM te ontbinden en de voorzitter, de Australische diplomaat Richard Butler, te ontslaan.
Sommige critici maakten zich zorgen over het moment van de bombardementen. Deze speelden rond dezelfde tijd als een hoorzitting met president Clinton met betrekking tot zijn impeachment, en de seksschandalen rond Monica Lewinsky. De raketaanval begon drie dagen nadat Clinton was opgeroepen te komen getuigen en zich rechtstreeks tot het Amerikaanse publiek had gericht en bekend dat hij een ongepaste relatie had met Lewinsky. De oorlog werd door verschillende tv-stations ook aangeduid als "Monica’s war".
Andere critici stelden juist dat de actie veel te kort duurde. Henry Kissinger, voormalig minister van Buitenlandse Zaken liet weten dat het hem zou verbazen "als een driedaagse campagne een doorslaggevend verschil zou maken.” Hij zei: “We hebben, in mijn ogen, niet genoeg schade aangebracht om het wapenprogramma van Irak voor zes maanden te vertragen. Het maakt geen enkel wezenlijk verschil want in zes maanden tot een jaar zijn we weer terug bij af. Aan het einde van de dag is doorslaggevend hoe de situatie in het Midden-Oosten over twee of drie jaar van nu is. Als Saddam daar dan nog steeds is, als hij zich opnieuw bewapent, en als de sancties worden opgeheven, dan hebben we verloren".